# Akassato
Akassato är ett arrondissement i kommunen Abomey-Calavi i Benin. Den hade 17 197 invånare år 2002.